# Specie di Platanthera
Elenco delle specie di Platanthera.

## A

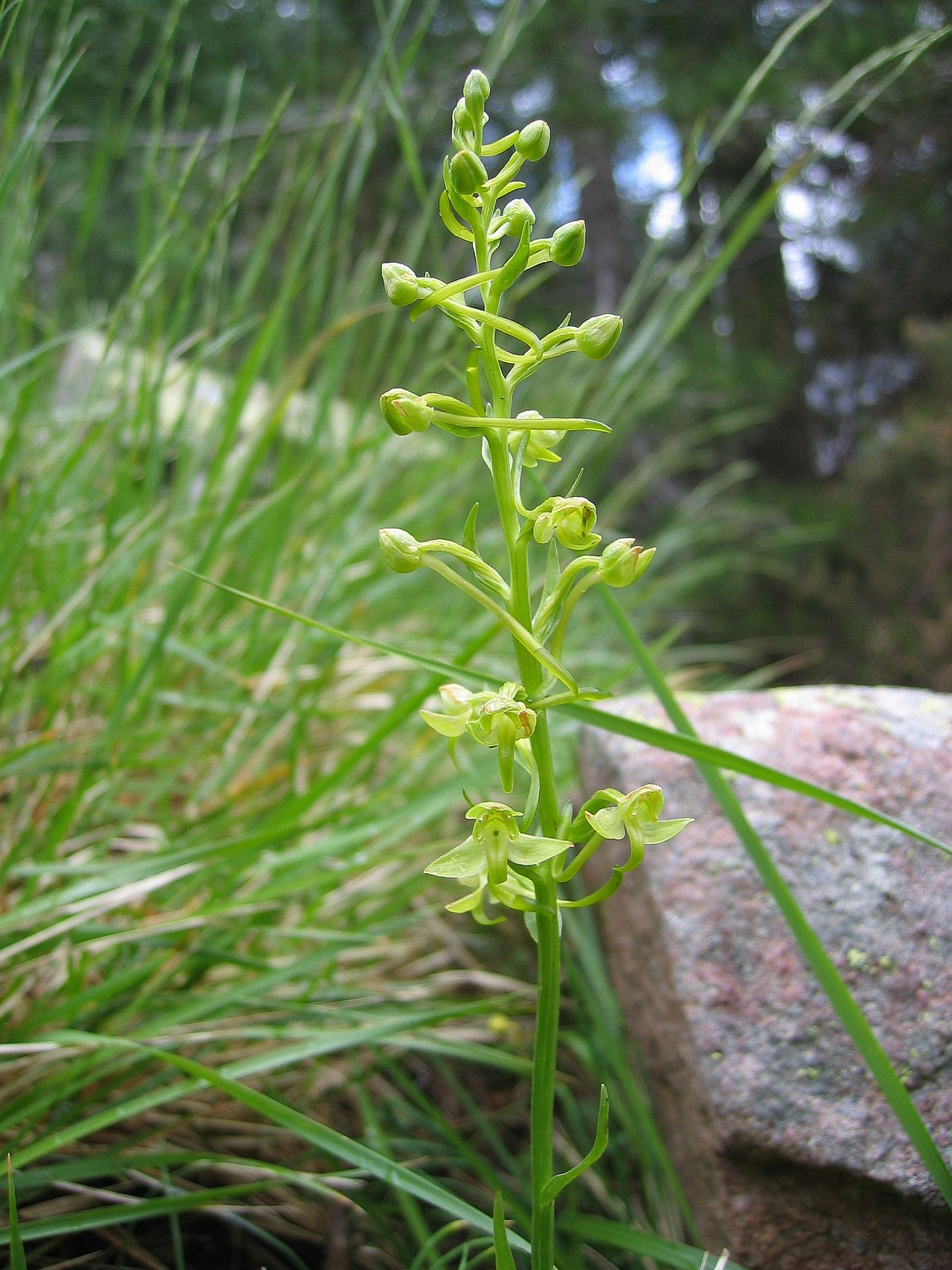
Platanthera algeriensis

- Platanthera albomarginata Kraenzl. (1901)
- Platanthera algeriensis Batt. & Trab. (1892) – Platantera algerina
- Platanthera alpinipaludosa P.Royen (1979)
- Platanthera altigena Schltr. (1924)
- Platanthera amabilis Koidz. (1917)
- Platanthera angustata (Blume) Lindl. (1835)
- Platanthera angustilabris Seidenf. (1995)
- Platanthera aquilonis Sheviak (1999)
- Platanthera arcuata Lindl. (1835)
- Platanthera arfakensis Renz (1987)

## B

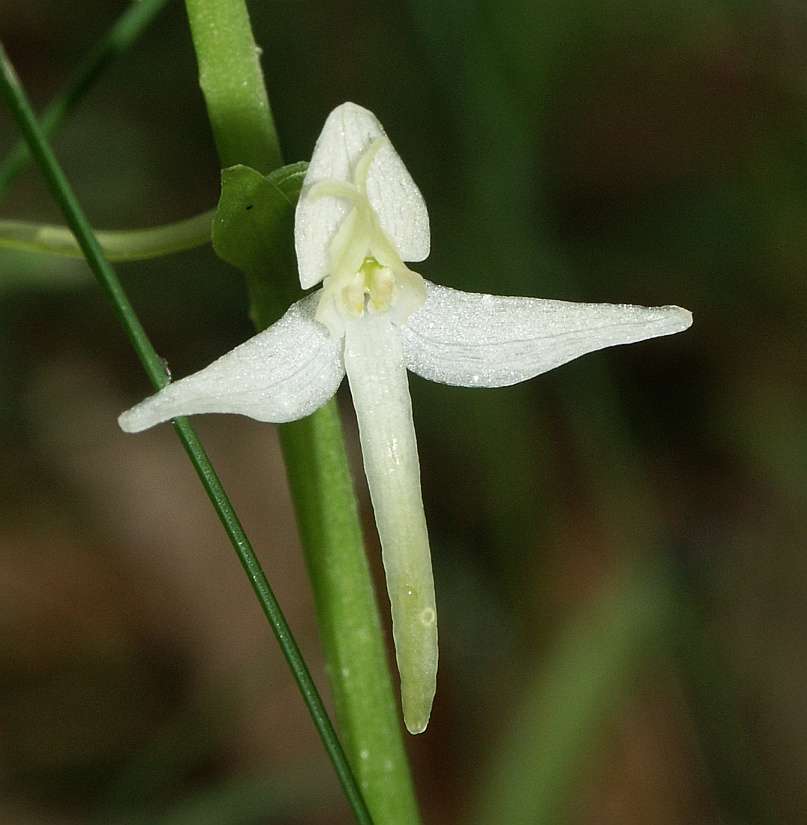
Platanthera bifolia

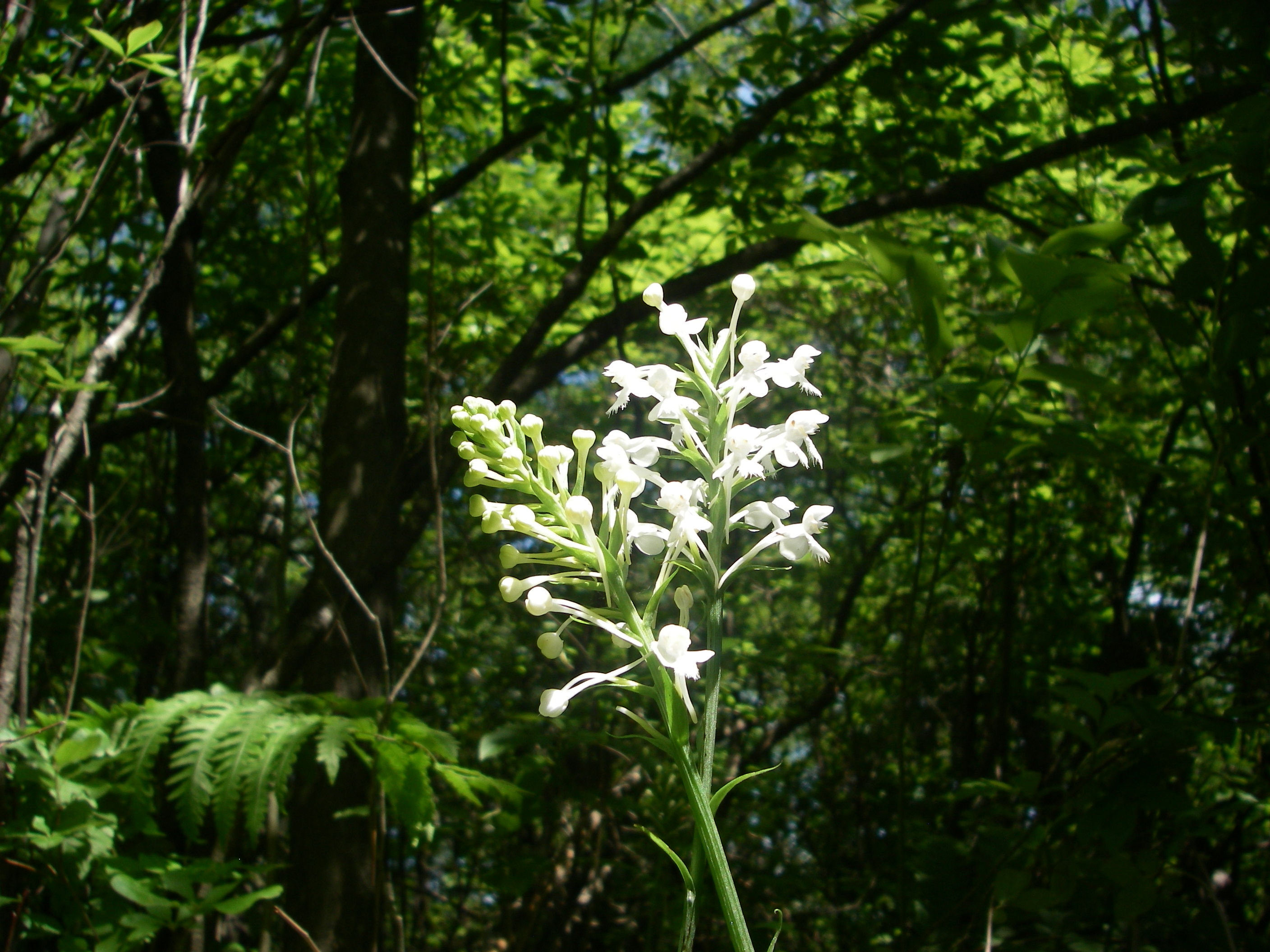
Platanthera blephariglottis

- Platanthera bakeriana (King & Pantl.) Kraenzl. (1899)
- Platanthera bhutanica K.Inoue (1986)
- Platanthera biermanniana (King & Pantl.) Kraenzl. (1899)
- Platanthera bifolia (L.) Rich. (1817) – Platantera comune
  - var. bifolia
  - var. kuenkelei (H.Baumann) P.Delforge (2000)
- Platanthera blephariglottis (Willd.) Lindl. (1835)
  - var. blephariglottis
  - var. conspicua (Nash) Luer (1972)
- Platanthera blumei Lindl. (1835)
- Platanthera boninensis Koidz. (1919)
- Platanthera borneensis (Ridl.) J.J.Wood in J.J.Wood & al. (1993)
- Platanthera brevicalcarata Hayata (1911)
- Platanthera brevifolia (Greene) Senghas (1973)

## C

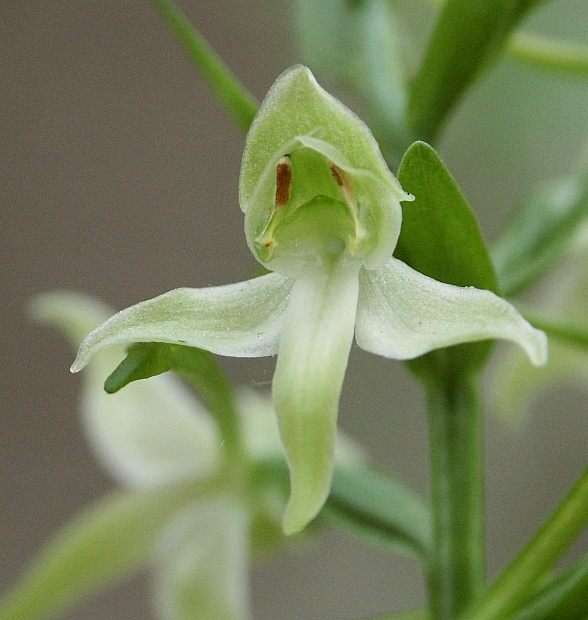
Platanthera chlorantha

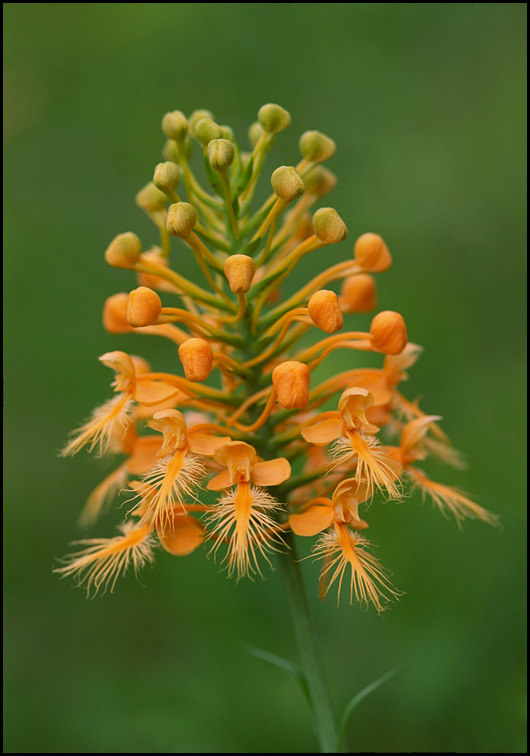
Platanthera ciliaris

- Platanthera calderoniae López-Ferr. & Espejo (1994)
- Platanthera chapmanii (Small) Luer (1972)
- Platanthera chiloglossa (Tang & F.T.Wang) K.Y.Lang (1994)
- Platanthera chlorantha (Custer) Rchb. in J.C.Mössler & H.G.L.Reichenbach (1829) – Platantera verdastra
- Platanthera chorisiana (Cham.) Rchb.f. in H.G.L.Reichenbach (1851)
- Platanthera ciliaris (L.) Lindl. (1835)
- Platanthera clavellata (Michx.) Luer (1972)
- Platanthera clavigera Lindl. (1835)
- Platanthera convallariifolia (Fisch. ex Lindl.) Lindl. (1835)
- Platanthera crassinervia (Ames & C.Schweinf.) J.J.Sm. (1927)
- Platanthera cristata (Michx.) Lindl. (1835)
- Platanthera cumminsiana (King & Pantl.) Renz (2001)
- Platanthera curvata K.Y.Lang (1987)

## D
- Platanthera damingshanica K.Y.Lang & H.S.Guo (1993)
- Platanthera deflexilabella K.Y.Lang (1982)
- Platanthera densa Freyn (1896)
- Platanthera devolii (T.P.Lin & T.W.Hu) T.P.Lin & K.Inoue (1980)
- Platanthera dyeriana (King & Pantl.) Kraenzl. (1899)

## E
- Platanthera edgeworthii (Hook.f. ex Collett) R.K.Gupta (1968)
- Platanthera elliptica J.J.Sm. (1914)
- Platanthera epiphytica Aver. & Efimov (2006)
- Platanthera exelliana Soó (1929)

## F
- Platanthera finetiana Schltr. (1910)
- Platanthera flava (L.) Lindl. (1835)
  - var. flava
  - var. herbiola (R.Br.) Luer (1975)
- Platanthera florentia Franch. & Sav. (1878)
- Platanthera fuscescens (L.) Kraenzl. (1899)

## G
- Platanthera gibbsiae Rolfe (1914)

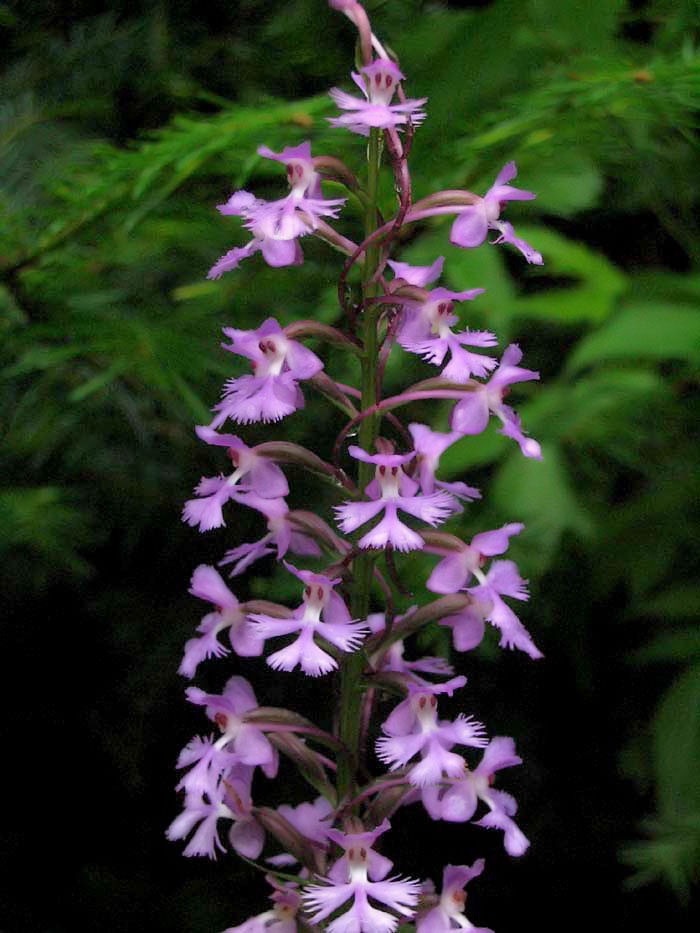
Platanthera grandiflora

- Platanthera grandiflora (Bigelow) Lindl. (1835)

## H

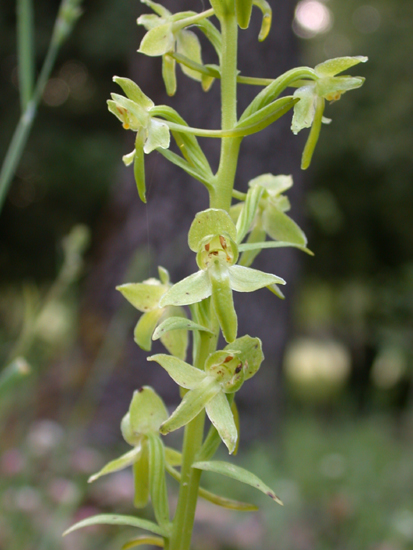
Platanthera holmboei

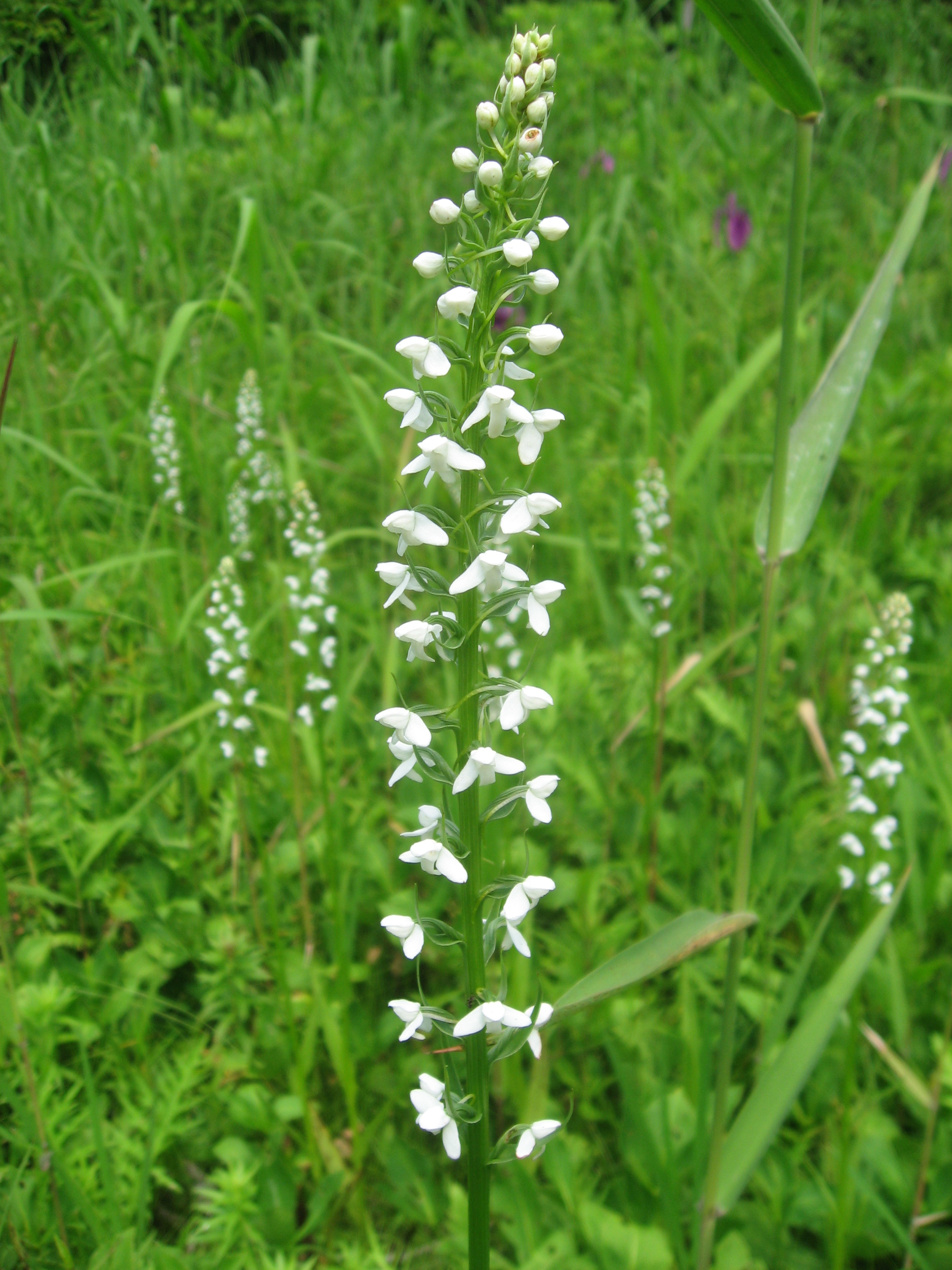
Platanthera hologlottis

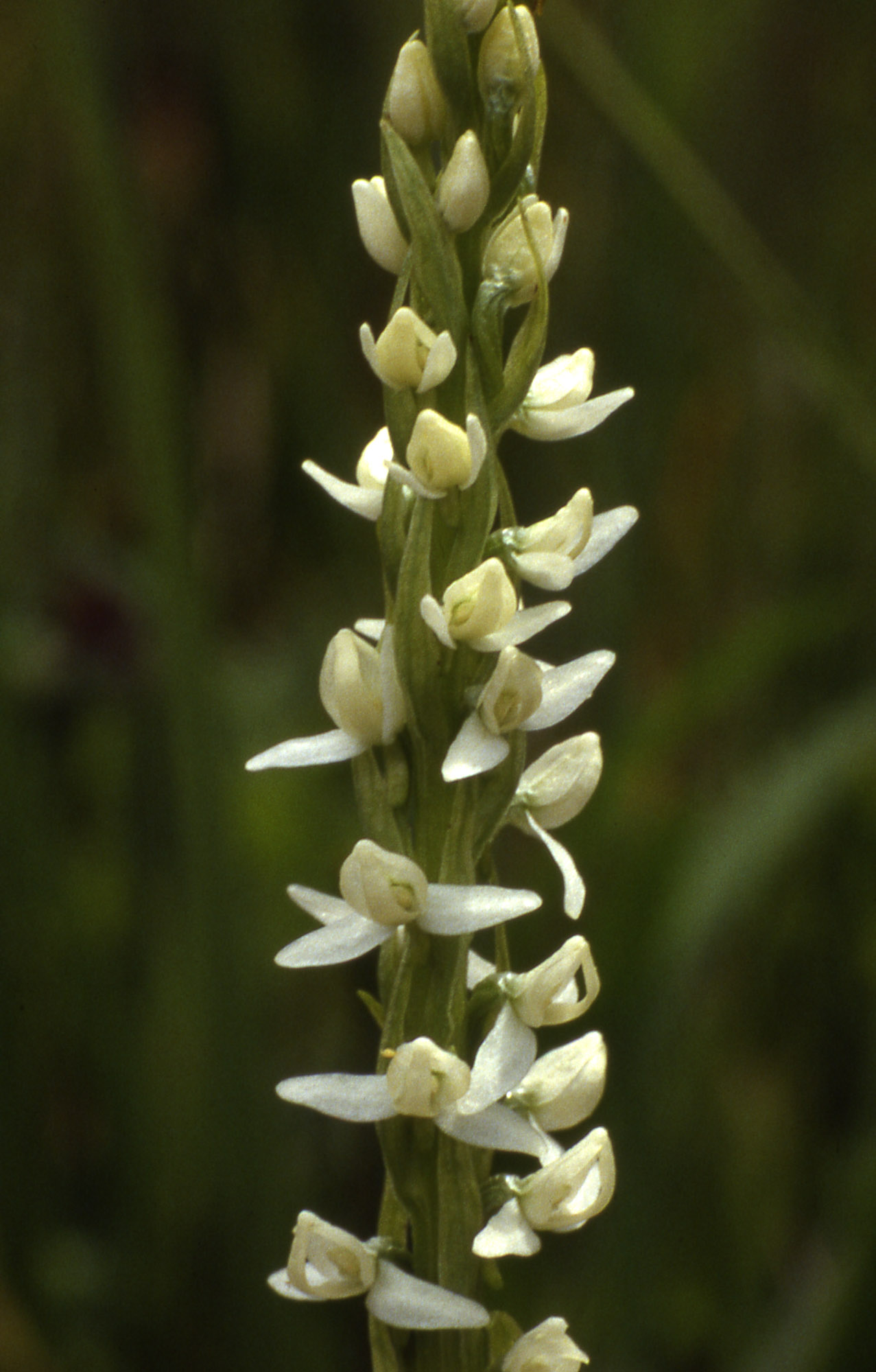
Platanthera huronensis

- Platanthera handel-mazzettii K.Inoue (1986)
- Platanthera henryi (Rolfe) Kraenzl. (1899)
- Platanthera herminioides Tang & F.T.Wang (1951)
- Platanthera heyneana Lindl. (1835)
- Platanthera holmboei H.Lindb. (1942)
- Platanthera hologlottis Maxim. (1859)
- Platanthera hookeri (Torr.) Lindl. (1835)
- Platanthera huronensis Lindl. (1835)
- Platanthera hyperborea (L.) Lindl. (1835)

## I
- Platanthera iinumae Makino (1902)
- Platanthera integra (Nutt.) A.Gray ex L.C.Beck (1848)
- Platanthera integrilabia (Correll) Luer (1975)

## J
- Platanthera japonica (Thunb.) Lindl. (1835)

## K
- Platanthera kinabaluensis Kraenzl. ex Rolfe (1914)
- Platanthera komarovii Schltr. (1918)
- Platanthera kwangsiensis K.Y.Lang (1998)

## L

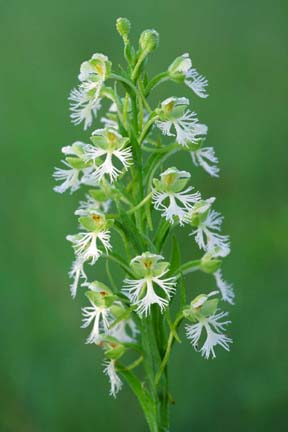
Platanthera leucophaea

- Platanthera lacera (Michx.) G.Don in R.Sweet (1839)
- Platanthera lancilabris Schltr. (1921)
- Platanthera latilabris Lindl. (1835)
- Platanthera leptocaulon (Hook.f.) Soó (1929)
- Platanthera leucophaea (Nutt.) Lindl. (1835)
- Platanthera likiangensis Tang & F.T.Wang (1951)
- Platanthera limosa Lindl. (1840)
- Platanthera longibracteata Lindl. (1835)
- Platanthera longicalcarata Hayata (1911)
- Platanthera longiglandula K.Y.Lang (1982)

## M
- Platanthera mandarinorum Rchb.f. (1852)
  - subsp. formosana T.P.Lin & K.Inoue (1980)
  - subsp. mandarinorum
  - subsp. pachyglossa (Hayata) T.P.Lin & K.Inoue (1980)
- Platanthera maximowicziana Schltr. (1919)
- Platanthera metabifolia F.Maek. (1935)
- Platanthera micrantha (Hochst.) Schltr. (1920)
- Platanthera minax Schltr. (1922)
- Platanthera minor (Miq.) Rchb.f. (1878)
- Platanthera minutiflora Schltr. (1924)
- Platanthera multibracteata (W.W.Sm.) Schltr. (1924)

## N
- Platanthera nivea (Nutt.) Luer (1972)

## O
- Platanthera obtusata (Banks ex Pursh) Lindl. (1835)
  - subsp. obtusata
  - subsp. oligantha (Turcz.) Hultén (1943)
- Platanthera okuboi Makino (1905)
- Platanthera omeiensis (Rolfe) Schltr. (1919)
- Platanthera ophiocephala (W.W.Sm.) Tang & F.T.Wang (1940)
- Platanthera ophrydioides F.Schmidt (1868)
- Platanthera opsimantha Tang & F.T.Wang (1940)
- Platanthera orbiculata (Pursh) Lindl. (1835)
  - var. macrophylla (Goldie) Luer (1975)
  - var. orbiculata
- Platanthera oreophila (W.W.Sm.) Schltr. (1924)

## P

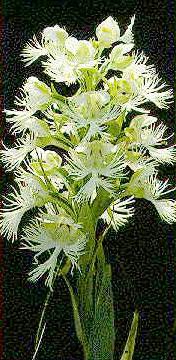
Platanthera praeclara

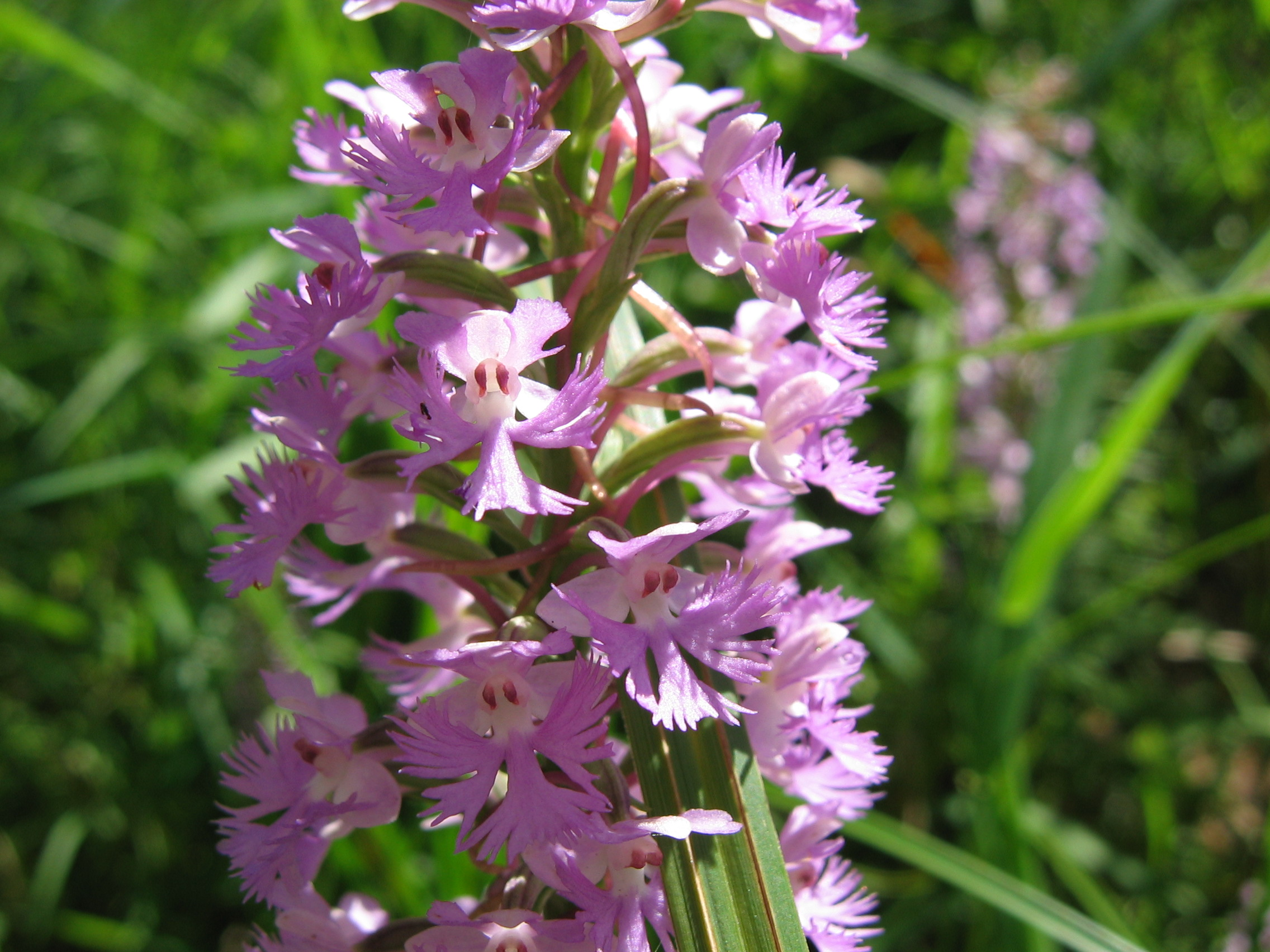
Platanthera psycodes

- Platanthera pachycaulon (Hook.f.) Soó (1929)
- Platanthera pallida P.M.Br. (1992)
- Platanthera papuana Schltr. (1911)
- Platanthera peichiatieniana S.S.Ying (1987)
- Platanthera peramoena A.Gray (1848)
- Platanthera praeclara Sheviak & M.L.Bowles (1986)
- Platanthera praeustipetala Kraenzl. (1921)
- Platanthera psycodes (L.) Lindl. (1835)
- Platanthera pugionifera (W.W.Sm.) Schltr. (1924)
- Platanthera purpurascens (Rydb.) Sheviak & W.F.Jenn. (1997)

## R
- Platanthera replicata (A.Rich.) Ackerman (1997)
- Platanthera robinsonii J.J.Sm. (1917)
- Platanthera rotundifolia (Banks ex Pursh) Lindl. (1835)

## S

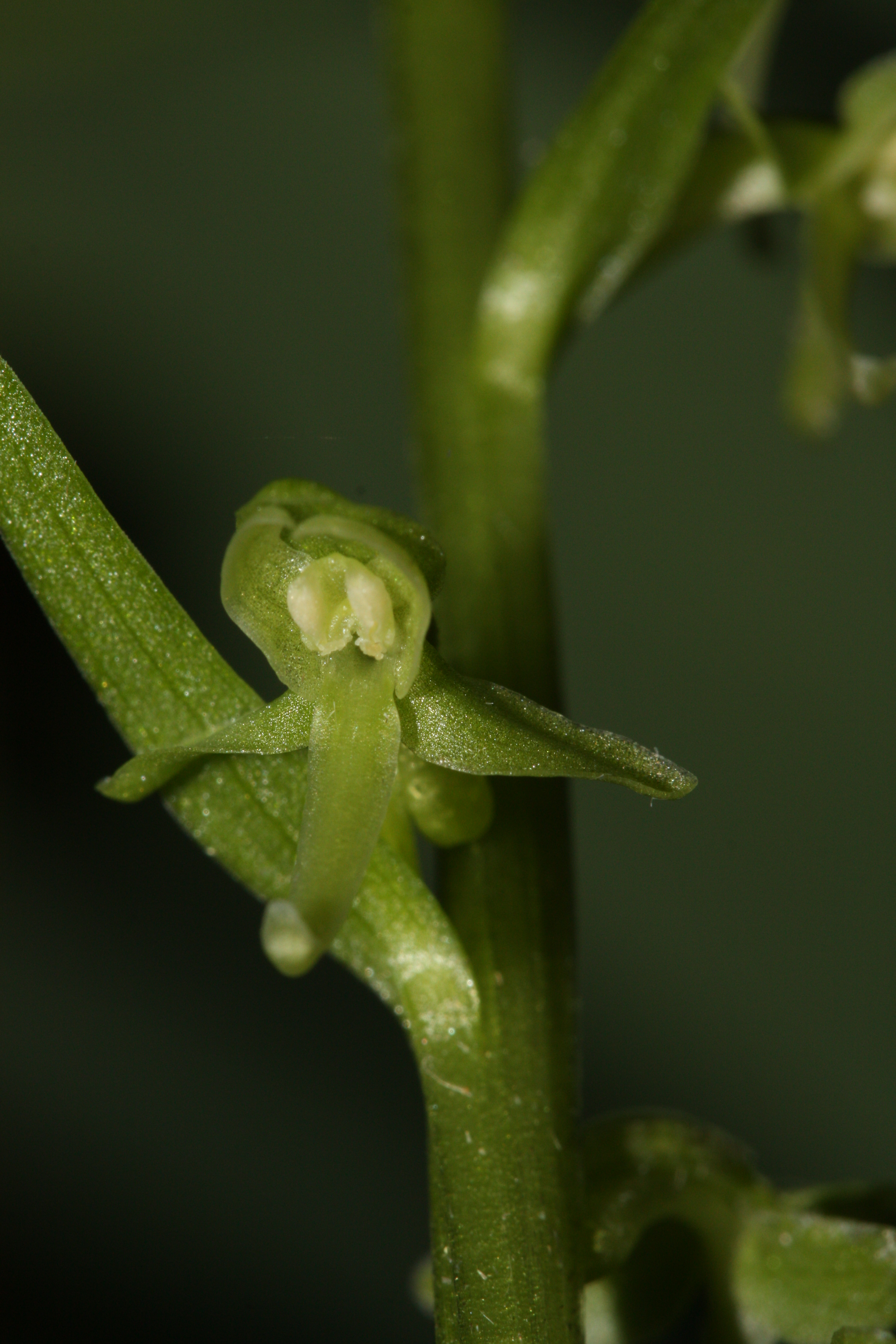
Platanthera stricta

- Platanthera sachalinensis F.Schmidt (1868)
- Platanthera saprophytica J.J.Sm. (1927)
- Platanthera setchuenica Kraenzl. (1900)
- Platanthera shensiana (Kraenzl.) Tang & F.T.Wang (1951)
- Platanthera sigmoidea Maek. (1935)
- Platanthera sikkimensis (Hook.f.) Kraenzl. (1899)
- Platanthera sinica Tang & F.T.Wang (1951)
- Platanthera sonoharae Masam. (1964)
- Platanthera souliei Kraenzl. (1908)
- Platanthera sparsiflora (S.Watson) Schltr. (1899)
- Platanthera stapfii Kraenzl. ex Rolfe (1914)
- Platanthera stenantha (Hook.f.) Soó (1929)
- Platanthera stenoglossa Hayata (1914)
  - subsp. hottae K.Inoue (1981)
  - subsp. iriomotensis (Masam.) K.Inoue (1981)
  - subsp. stenoglossa
- Platanthera stenophylla Tang & F.T.Wang (1951)
- Platanthera stricta Lindl. (1835)
- Platanthera subulifera (W.W.Sm.) Schltr. (1924)

## T
- Platanthera takedae Makino (1903)
  - subsp. takedae
  - subsp. uzenensis (Ohwi) K.Inoue (1982)
- Platanthera tescamnis Sheviak & W.F.Jenn. (2006)
- Platanthera tipuloides (L.f.) Lindl. (1835)
  - var. behringiana (Rydb.) Hultén (1968)
  - var. tipuloides

## U
- Platanthera undulata J.J.Sm. (1905)
- Platanthera ussuriensis (Regel) Maxim. (1887)

## Y

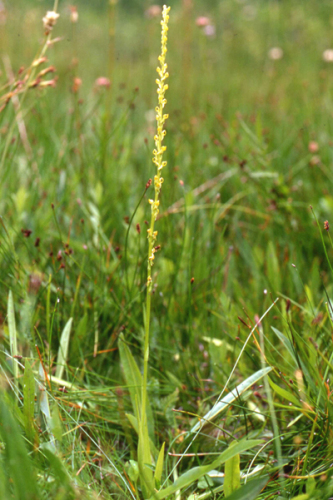
Platanthera yosemitensis

- Platanthera yakumontana Masam. (1934)
- Platanthera yangmeiensis T.P.Lin (1980)
- Platanthera yosemitensis Colwell (2007)
- Platanthera zothecina (L.C.Higgins & S.L.Welsh) Kartesz & Gandhi (1990)

### Alcuni ibridi

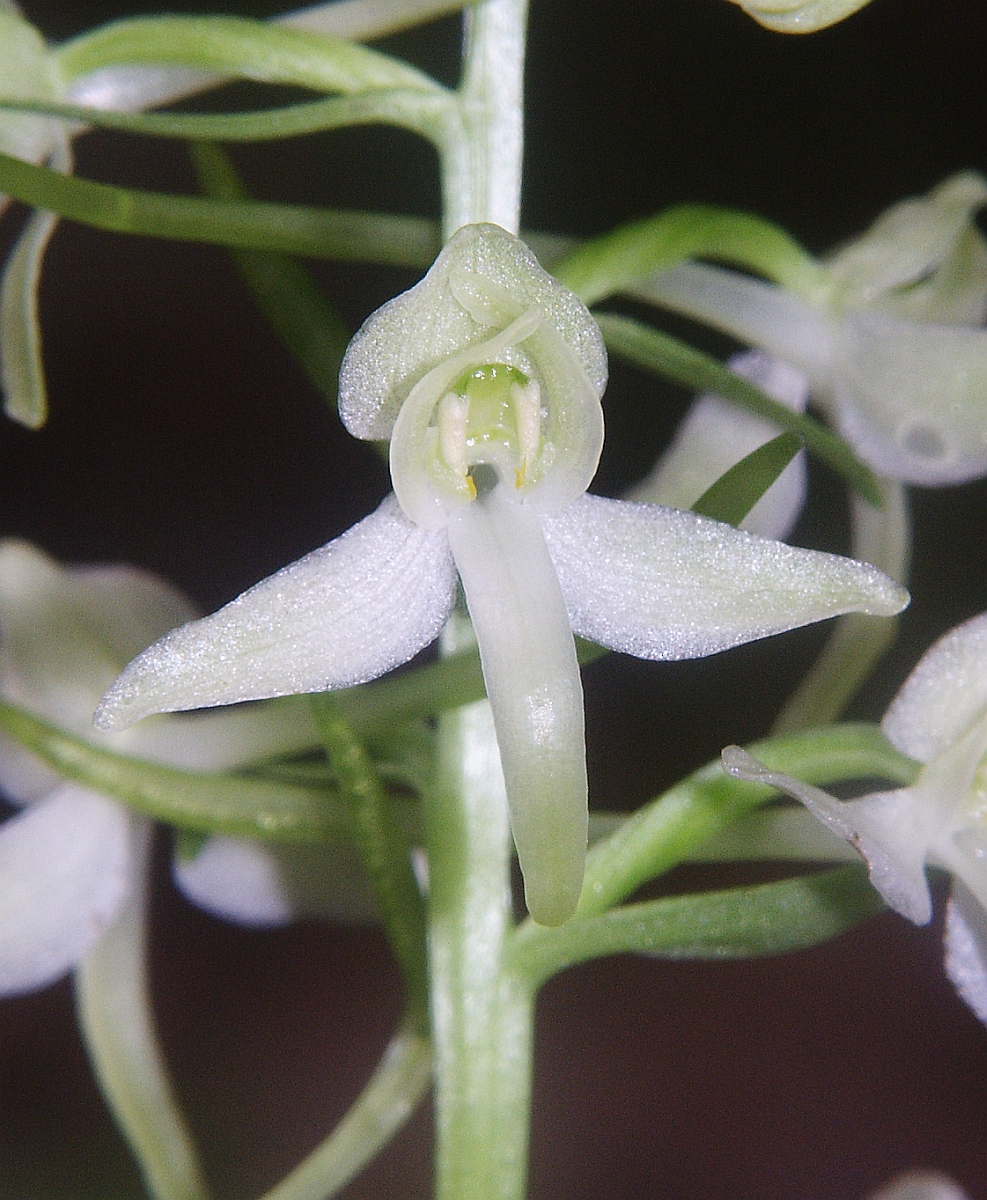
Platanthera x hybrida

- Platanthera × andrewsii (M.White) Luer (1975)
- Platanthera × apalachicola P.M.Br. & S.L.Stewart (2003)
- Platanthera × beckneri P.M.Br. (2002)
- Platanthera × bicolor (Raf.) Luer (1972)
- Platanthera × canbyi (Ames) Luer (1972)
- Platanthera × channellii Folsom (1984)
- Platanthera × hollandiae Catling & Brownell (1999)
- Platanthera × hybrida Brügger (1880)
- Platanthera × lueri P.M.Br. (2002)
- Platanthera × mixta Efimov (2006)
- Platanthera × okubo-hachijoensis K.Inoue (1983)
- Platanthera × ophryotipuloides K.Inoue (1983)
- Platanthera × osceola P.M.Br. & S.L.Stewart (2003)
- Platanthera × reznicekii Catling, Brownell & G.Allen (1999)
- Platanthera × vossii F.W.Case (1983)